# Ной-Цаухе
Ной-Цаухе или Но́ва-Ни́ва (нем. Neu Zauche; н.-луж. Nowa Niwa) — коммуна в Германии, в земле Бранденбург.
Входит в состав района Даме-Шпревальд. Подчиняется управлению Либерозе/Обершпревальд. Население составляет 1160 человек (на 31 декабря 2010 года). Занимает площадь 38,69 км².

## Населённые пункты
Коммуна подразделяется на 2 сельских округа:
- Бризензе (Брязына-над-Язором)
- Каминхен (Каменьки)

## Население
В настоящее время деревня входит в состав культурно-территориальной автономии «Лужицкая поселенческая область», на территории которой действуют законодательные акты земель Саксонии и Бранденбурга, содействующие сохранению лужицких языков и культуры лужичан.
| Год  | Население |
| ---- | --------- |
| 2005 | 1257      |
| 2010 | 1203      |

## Известные жители и уроженцы
- Пернак, Мето (род. 1938) — нижнелужицкий писатель, публицист, переводчик и издатель